# Felix Browder
Felix E. Browder (Moskou, 31 juli 1927 - Princeton), 10 december 2016) was een Amerikaans wiskundige. Hij was de oudste zoon van Earl Browder en de broer van wiskundige William Browder.
Felix Browder ontving zijn doctoraat van de universiteit van Princeton in 1948. Daarna was hij professor aan de Rutgers University.
Hij was tussen 1999 en 2000 voorzitter van de American Mathematical Society.
In 1999 ontving hij de National Medal of Science.
Browder werd 89 jaar oud.
1. ↑  https://www.legifrance.gouv.fr/jorf/jo/id/JORFCONT000000026205; Journal Officiel de la République Française; pagina('s): 15756; datum van uitgave: 19 december 1989; NOR-identificatiecode: MENH8902887A.
2. ↑  MacTutor History of Mathematics archive.
3. ↑  https://nationalmedals.org/laureate/felix-e-browder/.
4. ↑  http://www.ams.org/fellows_by_year.cgi?year=2013; geraadpleegd op: 24 november 2022.
5. ↑  http://www.ams.org/news?news_id=1680; geraadpleegd op: 24 november 2022.